# Penichrolucanus nicobaricus
Penichrolucanus nicobaricus (лат.) — вид жуков из семейства рогачи. Андаманские и Никобарские острова (Индия).

## Описание
Мелкие жуки (менее 1 см). Тело прямоугольное, сильно сжатое в дорсовентральном направлении; цвет красновато-коричневый. От близких видов отличается следующими признаками: усики 8-члениковые; фронтальный поперечный киль полный, не прерывается на середине; зубцы передних голеней  короткие и тупые; есть два фронтальных туберкула. Мандибулы видны сверху; членики средних и задних лапок сросшиеся. Вид был впервые описан в 1935 году по материалам с Андаманских и Никобарских островов (Индия). Близок к виду Penichrolucanus sumatrensis.